# 자전거 (동요)
자전거는 목일신 작사, 김대현이 작곡한 대한민국의 동요이다. 

## 개요
현재 초등학교 음악 교과서에 수록되어 있으며, 김대현이 1933년 당시에 중학교에 다닐때 만든 동요이며, 애창곡으로 많이 불렸었다. 4분의 2박자 형식의 악곡이며, 다장조의 단조로운 음이다. 일부 가사가 수정된 부분이 있는데.  찌르릉 찌르릉이 따르릉 따르릉으로, 저기 가는 저영감이 저기 가는 저 사람으로 변경되었다.